# Comitès de correspondència

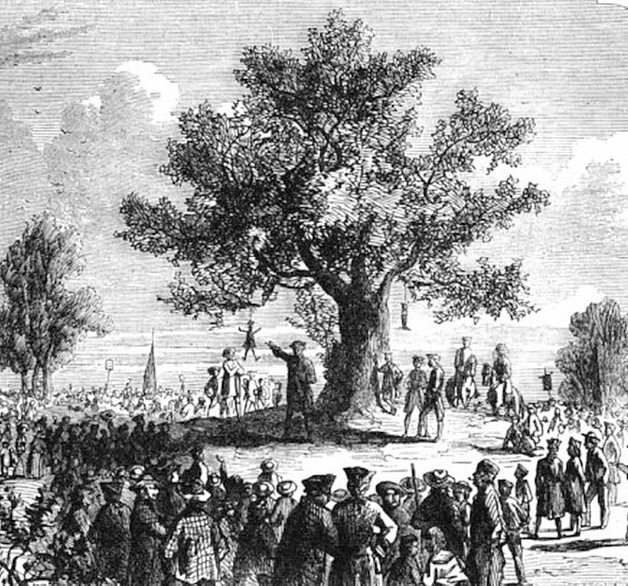
El Comitè de Correspondència de Boston, que normalment es reunia al Liberty Tree del Boston Common.

Els comitès de correspondència eren un conjunt d'organitzacions polítiques americanes que buscaven coordinar l'oposició al Parlament britànic durant el període de la Revolució Americana (1763–1791). Van ser ideats per Samuel Adams, un patriota de Boston, amb l'objectiu d'establir una xarxa clandestina de comunicació entre els líders patriotes de les Tretze Colònies. Aquests comitès van ser fonamentals en l'organització del Primer Congrés Continental, que es va reunir a Filadèlfia durant els mesos de setembre i octubre de 1774.

## Funció
La funció principal dels comitès era informar els colons sobre les accions repressives de la Corona Britànica durant el període revolucionari, transmetent la informació tant a les ciutats com a les zones rurals. Aquesta informació es difonia normalment mitjançant cartes manuscrites o pamflets impresos, que eren transportats per missatgers a cavall o per vaixell. Els comitès eren responsables d'assegurar-se que les notícies reflectissin amb precisió els punts de vista dels patriotes. Molts dels corresponsals eren membres de les assemblees legislatives colonials, alguns dels quals van participar activament en el Congrés dels Fills de la Llibertat i en el Congrés de la Llei del Timbre.
Es calcula que entre 7.000 i 8.000 patriotes van formar part d'aquests comitès, tant a escala colonial com local. Els comitès van esdevenir un element fonamental de la resistència americana contra la Gran Bretanya, especialment durant la Guerra de la Independència.

## Breu ressenya històrica
Els primers comitès de correspondència es van establir a Boston el 1764 per mobilitzar l'oposició contra la Llei de Moneda i les reformes imposades al servei de duanes pels britànics.
Durant la crisi de la Llei del Timbre de 1765, la província de Nova York va formar un comitè per instar la resistència entre les colònies veïnes. Els corresponsals de la província de la Badia de Massachusetts també van respondre a la crida, demanant a altres colònies que enviessin delegats al Congrés de la Llei del Timbre, celebrat aquella mateixa tardor.
Els líders patriotes de Boston, convençuts que s'enfrontaven a amenaces cada cop més hostils per part del govern britànic de Jordi III, van establir el primer comitè permanent amb l'aprovació d'una reunió municipal a finals de 1772. A la primavera de 1773, els patriotes d'altres colònies van començar a seguir el model de Massachusetts, establint els seus propis comitès. La colònia de Virgínia va nomenar un comitè d'onze membres al març, seguida ràpidament per Rhode Island, Connecticut, New Hampshire i Carolina del Sud.
El febrer de 1774, onze de les tretze colònies ja havien establert els seus propis comitès de correspondència; només les províncies de Carolina del Nord i Pensilvània no ho havien fet encara.